# Nueva Esperanza (Pando)
Nueva Esperanza ist eine Ortschaft im Departamento Pando im Tiefland des südamerikanischen Anden-Staates Bolivien. Nueva Esperanza löst die Ortschaft Fortaleza als Hauptstadt der Provinz per Gesetz No 1669 vom 31. Oktober 1995 ab.

## Lage im Nahraum
Nueva Esperanza ist Sitz der Verwaltung der Provinz Federico Román und zentraler Ort im gleichnamigen Municipio Nueva Esperanza. Die Ortschaft liegt im Cantón Nuevo Manoa auf einer Höhe von 112 m am Westufer des Rio Madeira, der hier die Grenze zwischen Bolivien und Brasilien bildet.

## Geographie
Nueva Esperanza liegt im bolivianischen Tiefland im Einzugsbereich des Amazonasbeckens.
Die mittlere Jahrestemperatur der Region liegt bei 26 °C (siehe Klimadiagramm Riberalta), der Jahresniederschlag beträgt 1300 mm. Die Region weist ein ausgeprägtes Tageszeitenklima auf, die Monatsdurchschnittstemperaturen schwanken nur unwesentlich zwischen rund 25 °C von April bis August und etwa 27 °C von Oktober bis März. Die Monatsniederschläge liegen zwischen unter 20 mm von Juni bis August und etwa 200 mm von Dezember bis März. 

## Verkehr
Nueva Esperanza liegt 450 Kilometer Luftlinie östlich von Cobija, der Hauptstadt des Departamentos. Die Ortschaft ist aus dem Departamento auf dem Land- oder Luftwege nur schwer zu erreichen, ein Verbindungsweg besteht nur über das südlich gelegene Villa Bella. Der Hauptzugang zu der Ortschaft besteht auf dem Wasserweg.

## Bevölkerung
Die Einwohnerzahl der Ortschaft ist in den vergangenen beiden Jahrzehnten auf mehr als das Dreifache angestiegen:
| Jahr | Einwohner | Quelle       |
| ---- | --------- | ------------ |
| 1992 | 188       | Volkszählung |
| 2001 | 147       | Volkszählung |
| 2012 | 651       | Volkszählung |
| 2024 |           | Volkszählung |

Aufgrund der Nähe zu Brasilien weist die Region einen hohen Anteil an ausländischer Bevölkerung auf, im Municipio Nueva Esperanza sind 37,3 Prozent der Bevölkerung Ausländer.